# 阿拉梅
阿拉梅是巴西马拉尼昂州的一个市镇。总面积3044.801平方公里，总人口27042人，人口密度8.9人/平方公里。